# Oddelek za geografijo, Filozofska fakulteta v Ljubljani
Oddelek za geografijo deluje na Filozofski fakulteti Univerze v Ljubljani in je največje geografsko pedagoško izobraževalno telo v Sloveniji. Ustanovljen je bil leta 1919. S svojim pedagoškim in razvejanim znanstveno-raziskovalnim delom ima pomembno vlogo pri izobraževanju in usposabljanju mladih geografov, pri razvijanju novega znanja kakor tudi pri njegovem prenosu v prakso.

## Zgodovina
Geografija ima v Sloveniji že dolgoletno tradicijo, saj njenim začetkom institucionalno sicer še neorganiziranega dela lahko sledimo že od 19. stoletja naprej. Že ob ustanavljanju ljubljanske univerze je bila med nacionalnimi vedami omenjena tudi geografija in že avgusta 1919 sta bili predvideni za geografijo na takratni ustanovljeni ljubljanski univerzi kar dve stolici (fizična geografija,antropogeografija), vendar je bil šele aprila 1920 imenovan Artur Gavazzi za prvega rednega profesorja geografije. Z delom je pričel leta 1921. Istega leta je bil v okviru Filozofske fakultete ustanovljen Geografski inštitut, v katerem je Gavazzi zbral okrog sebe skupino zagretih študentov in diplomantov, med drugim tudi Valterja Bohinca, Franja Baša, Iva Rubića in Romana Savnika. Omenjena skupina je leta 1922 ustanovila Geografsko društvo Slovenije, leta 1925 pa je društvo začelo izdajati danes najstarejšo strokovno geografsko revijo - Geografski vestnik. Kot dober organizator je že tedaj poskrbel za obsežno knjižnico in zbirko kart. Opremil je tudi laboratorij za limnološka in oceanografska raziskovanja.
Študij geografije je v prvem obdobju potekal v glavnem po vzoru avstrijskega študijskega sistema. Po odhodu Gavazzija na novo ustavljeno katedro za fizično geografijo v Zagrebu, je bil leta 1927 na njegovo mesto izvoljen Anton Melik, ki je nato z Svetozarjem Ilešičem od leta 1933 do konca šestdesetih let kreiral študij in znanstveno usmerjenost slovenske univerze. Melik in kasneje Ilešič sta se z veliko vnemo lotila pedagoškega in znanstveno raziskovalnega dela, neprestano pa se je povečevalo tudi število študentov. Ob Meliku in Ilešiču je slovenska geografska znanost suvereno in plodno vstopila v takratni jugoslovanski, evropski in svetovni znanstveni prostor. Šele po 2. svetovni vojni je slovenska geografija kot ena najmlajših nacionalnih ved pridobila širše možnosti za organizacijski, študijski in vsebinski razmah, vendar sta se Melik in Ilešič vse do začetka 60-ih let sama ubadala z obsežnim pedagoškim delom, izdajo učbenikov, znanstveno-raziskovalnim delom in številnimi pomembnimi nestrokovnimi funkcijami. Potrebe so se zaradi naraščajočega števila študentov in uvajanja novih predmetov stopnjevale. Razmere so se izboljšale šele po letu 1959, ko je tretje predavateljsko mesto zasedel Vladimir Klemenčič.
Leta 1961 so Geografski inštitut pri Univerzi preimenovali v Oddelek za geografijo Filozofske fakultete, ki je s časoma pridobil tudi nove fakultetne učitelje in sodelavce. Tako se je matična geografska enota močno okrepila. To je močno vplivalo na razvoj, saj so začeli veliko pozornosti posvečati tudi študentom. Tako jih je že pred 2. svetovno vojno, na takratnem Geografskem inštitutu, doktoriralo 7 geografov, po vojni pa na Oddelku za geografijo še 49. Naziv magistra geografskih znanosti pa si je pridobilo 24 geografov. V letu 1966 se je začel tudi podiplomski študij, ki se je kasneje še razmahnil in postal vse bolj logična oblika izpopolnjevanja najbolj nadarjenih diplomantov. Po Ilišičevem mnenju si je ljubljanska geografska šola s svojim jedrom na Univerzi v 60. letih dvajsetega stoletja pridobila nadpovprečen ugled in neke vrste vodilno vlogo v takratni jugoslovanski geografiji, stopnjevala pa se je tudi živahna mednarodna dejavnost. Zanimivo je, da so že v tistem času objavljali raziskovalna dela v slovenskem in jugoslovanskem geografskem revialnem tisku ter tudi v tujini - v evropskem geografskem in negeografskem tisku ter geografskem tisku na drugih celinah. Poleg tega so se z mednarodnimi projekti povezovali tudi s tujimi univerzami. Leta 1957 je didaktika geografije pod imenom Metodika pouka geografije prvič postala visokošolski predmet. Znanstveno-raziskovalna in pedagoška dejavnost, ki se je sprva razmahnila z ustanovitvijo Inštituta za geografijo Univerze, se je kasneje razširila tudi z že obstoječima geografskima inštitucijama ter z ustanovljenima geografskima oddelkoma v okviru ljubljanske in mariborske Pedagoške akademije. V okviru študijskega procesa poteka usposabljanje pedagogov za učiteljske poklice in nepedagogov s petimi strokovnimi usmeritvami. Pod okriljem oddelka delujejo tudi fizičnogeografski in kartografski laboratorij ter bogata kartografska in knjižna zbirka, slednji v okviru Osrednje humanistične knjižnice

## Organiziranost
Katedre na Oddelku za geografijo:
- Katedra za regionalno geografijo
- Katedra za politično geografijo
- Katedra za fizično geografijo
- Katedra za družbeno geografijo
- Katedra za didaktiko geografije
- Katedra za varstvo geografskega okolja
- Katedra za geografijo turizma
- Katedra za regionalno planiranje[2]

## Študijski programi

### D odiplomski študij
Dodiplomski 4-letni študij
Dodiplomski ("stari","nebolonjski") študij geografije sestavljajo 4 leta študija v prevladajoči obliki "kontaktnih ur" (predavanj, seminarjev, vaj) ter eno absolventsko leto, ki je namenjeno predvsem izdelavi in zagovoru diplomskega dela ter diplomskemu študiju.
Dodiplomski 3-letni bolonjski študij
V letu 2005 so na oddelku začeli s pripravo prenove študijskih programov po bolonjskih smernicah.
- Enopredmetni/"samostojni" študij geografije

Prvostopenjski univerzitetni študijski program Geografija-enopredmetni traja 3 leta (6 semestrov) in skupaj obsega 180 kreditnih točk. Študijski program nima smeri. Strokovni naslov, ki ga pridobi diplomant/ka je diplomirani geograf (un.) oziroma diplomirana geografinja (un.). Diplomant predlaganega študijskega programa pridobi temeljna znanja, ki po mednarodnih standardih veljajo za temeljna znanja iz področja geografije.
- Dvopredmetni pedagoški študij geografije

Poteka v kombinaciji z drugim študijskim programom, najpogosteje z enim od študijskih programov na Filozofski fakulteti. Prvostopenjski univerzitetni dvodisciplinarni študijski program Geografija traja 3 leta (6 semestrov) in skupaj obsega 90 kreditnih točk. Študijski program nima smeri. Strokovni naziv, ki ga pridobi diplomant/ka je diplomirani geograf (UN) in ... oz. diplomirana geografinja (UN) in ..., pri čemer je polni naslov odvisen od vsakokratnega individualnega izbora druge študijske discipline.Diplomantke in diplomanti prvostopenjskih dvodisciplinarnih univerzitetnih študijskih programov si pridobijo znanja in usposobljenosti iz dveh disciplin. Poleg ciljev, ki jih dosegajo na področju obeh izbranih disciplin, so diplomanti usposobljeni pridobljena znanja povezovati med seboj in tako tudi z drugimi področji.

### Podiplomski študij (predbolonjski)
Podiplomski študij geografije izobražuje strokovnjake, ki so usposobljeni zasamostojno znanstveno-raziskovalno in pedagoško delo na raziskovalnih inštitutih, visokošolskih ustanovah in drugih ustanovah, kjer so potrebni podiplomsko izobraženi kadri s področja geografije.Pri podiplomskem študiju kandidati poglobijo in razširijo metodološko
znanje in se poglobljeno seznanijo s teorijo in metodologijo raziskovalnega dela v geografiji. Usposobijo se za reševanje konkretnih znanstvenih problemov.
Magistrski študij in doktorski študij 
Magistrski študij geografije je ovrednoten s 120 kreditnimi točkami, doktorski študij pa z 240 kreditnimi točkami (60 točk za vsako leto). Pri magistrskem študiju odpade 30 kreditnih točk na magistrsko delo in individualno raziskovalno delo, 90 kreditnih točk pa na največ 6 predmetov, ki so lahko različno ovrednoteni glede na njihov obseg. Strokovni naslov, ki ga pridobi diplomant/ka je magister geografije oz. magistrica geografije.
Razen predmetov, ki so v predmetniku tega programa, veljajo kot enakovredni v tem kreditnem sistemu tudi drugi predmeti iz podiplomskih programov naravoslovnih, družboslovnih in humanističnih ved, ki so po dogovoru z mentorjem in kandidatom ter ustreznim oddelkom Filozofske fakultete ali druge visokošolske ustanove vključeni v individualne programe.
Študijski program Geografija - podiplomski študij predvideva več oblik mednarodnega sodelovanja:
Izbor posameznih specialističnih predmetov na tujih visokošolskih ustanovah, sodelovanje tujih strokovnjakov kot mentorjev in somentorjev pri izdelavi magistrskega dela in doktorske disertacije, vabljena predavanja tujih strokovnjakov v okviru rednega programa podiplomskega študija, opravljanje laboratorijskih in drugih analiz, za katere na oddelku ni ustrezne opreme, v tujini, sodelovanje tujih strokovnjakov pri naših podiplomskih ekskurzijah in terenskem delu v tujini in sodelovanje naših podiplomskih učiteljev in študentov pri mednarodnih obiskih na Slovenskem.
Oddelek za geografijo razvija podiplomski študij na področjih, kjer ima za razvoj in izvajanje raziskovalnega dela zagotovljeno kadrovsko in materialno infrastrukturo.Visokošolski učitelji se usmerjajo v številne strokovne specializacije, so metodološko dovolj razgledani in strokovno profilirani. Kandidati za magistrski študij se zato lahko odločajo za smer študija, ki je njihovemu interesu in sposobnostim najbližja.

### Nagrade
Z namenom dvigniti kvaliteto študija in motivirati študente za delo, so leta 2000 uvedli Priznanja Oddelka za geografijo FF, UL. Podeljujejo jih za nadpovprečno kvalitetne pisne izdelke (seminarske naloge, diplomska dela) njihovih študentov. Ugotavljajo namreč, da Prešernova nagrada, ki jo dobi praviloma le eden z Oddelka, za tako množične populacije ne zadošča več, ne želijo pa, da bi bila kvalitetna dela prezrta.

## Knjižnica Oddelka za geografijo
Knjižnica Oddelka za geografijo se je ustanovila leta 1919. V letih svojega delovanja se je razvila v osrednjo geografsko visokošolsko knjižnico v Sloveniji. Danes je med največjimi knjižnicami na Filozofski fakulteti, ki so od leta 1996 organizacijsko povezane v Osrednjo humanistično knjižnico. Kot visokošolska knjižnica nudi podporo študijskemu in raziskovalnemu delu študentov in sodelavcev Oddelka za geografijo. Med obiskovalci so tudi geografi z raziskovalnih inštitucij, učitelji geografije, študenti drugih fakultet in ostali.
Konec leta 2008 je knjižnična zbirka obsegala 92.500 enot, od tega 50.300 knjig, letnikov revij, seminarskih nalog, diplomskih in magistrskih del, doktorskih disertacij, priročnikov, turističnih vodnikov in drugega gradiva. Obiskovalcem je namenjenih 396 naslovov slovenskih in tujih revij. Sestavni del knjižnice je kartografska zbirka z 42.200 enotami neknjižnega gradiva. Zbirko sestavljajo atlasi, karte različnih tematik in meril za Slovenijo in svet ter multimedijsko gradivo (prosojnice, CD-ROM-i).
Knjižnica je od leta 1993 aktivni član slovenskega vzajemnega bibliografskega sistema COBISS.

## GIKL - Geografski informacijski in kartografski laboratorij
Geografski informacijski in kartografski laboratorij je od leta 1998 dalje namenjen geoinformacijski, statistično-analitični in kartografski podpori raziskovalnim in pedagoškim dejavnostim Oddelka za geografijo. V laboratoriju je nameščenih 20 računalnikov z najsodobnejšo programsko opremo.
GIKL se občasno uporablja tudi kot učilnica, večji del časa pa je na voljo zaposlenim in študentom Oddelka za geografijo.

## Fizičnogeografski laboratorij
Fizičnogeografski laboratorij spremlja dejavnosti Oddelka za geografijo od samega začetka. Sprva je služil raziskovalni dejavnosti Oddelka za geografijo, predvsem limnološkim in oceanografskim proučevanjem. Kasneje je svojo dejavnost razširil na področja pedogeografije in hidrogeografije ter geografije krasa. V njem se izvaja laboratorijsko delo iz vaj omenjenih raziskovalnih področij, poleg tega pa študentje pridobivajo tudi praktične izkušnje pri samostojnem delu.

## Predstojniki
Nosilcev predstojništva za predvojno in medvojno obdobje ni mogoče zanesljivo ugotoviti, saj je bil do leta 1928 edini predavatelj Artur Gavazzi. Zamenjal ga je Anton Melik , v študijskem letu 1940/41 pa se mu je kot stalni predavatelj pridružil tudi Svetozar Ilešič.
- 1949–1960 Dr. Anton Melik
- 1960–1963 Dr. Svetozar Ilešič
- 1963–1966 Dr. Igor Vrišer
- 1966–1970 Dr. Marjan Žagar
- 1970–1972 Dr. Jakob Medved
- 1972–1973 Dr. Ivan Gams
- 1973–1976 Dr. Darko Radinja
- 1976–1977 Dr. Mirko Pak
- 1977–1979 Dr. Igor Vrišer
- 1979–1980 Dr. Mirko Pak
- 1980–1981 Dr. Ivan Gams
- 1981–1982 Dr. Franc Lovrenčak
- 1982–1985 Dr. Marijan M. Klemenčič
- 1985–1986 Dr. Vladimir Klemenčič
- 1986–1988 Dr. Matjaž Jeršič
- 1988–1989 Dr. Dušan Plut
- 1989–1992 Dr. Andrej Černe
- 1992–1993 Dr. Jurij Kunaver
- 1993–1996 Dr. Anton Gosar
- 1996–1998 Dr. Mirko Pak
- 1998–2000 Dr. Marijan M. Klemenčič
- 2000–2002 Dr. Darko Ogrin
- 2002–2004 Dr. Metka Špes
- 2004–2006 Dr. Marko Krevs
- 2006–2008 Dr. Dejan Rebernik
- 2008–2010 Dr. Tatjana Resnik Planinc
- 2010–2012 Dr. Jernej Zupančič
- 2012 - 2014 Dr. Blaž Repe
- 2014 - 2016 Dr. Tatjana Resnik Planinc
- 2016 - 2018 Dr. Darko Ogrin
- 2018 -          Dr. Irma Potočnik Slavič

## Društvo mladih geografov
Začetki Društva mladih geografov Slovenije segajo v leto 1988, ko se je pod okriljem Ljubljanskega geografskega društva izoblikovala študentska sekcija. Organizirala je predvsem ekskurzije v območja, ki jih terenske vaje samega študija niso zaobjemale. Med letoma 1993 in 1995 je bila sekcija neaktivna zaradi menjave generacij, študijsko leto 1995–1996 pa pomeni ponoven začetek aktivnejšega delovanja. Pričelo se je tudi več sodelovanja z Evropskim združenjem geografov (EGEA), ki povezuje preko 100 geografskih društev iz več kot 25 evropskih držav, s katerimi se je začelo tudi mednarodno sodelovanje.
Sekcija je pridobivala vse več dejavnih članov. Septembra leta 1997 so se udeležili 8. letnega kongresa EGEA na Portugalskem, v decembru istega leta pa je prišlo do ustanovitve samostojnega Društva mladih geografov Slovenije. Od takrat je društvo zelo dejavno tako na lokalnem kot mednarodnem področju. Leta 1997 so organizirali prvi poletni geografski tabor Vilenica 1997, ki je postal vsakoletna tradicija. Društvo je danes aktivno na področju organizacije dogodkov, izdajanja publikacij (tudi semestralnega glasila Geomix) in evropskega sodelovanja.

## Alumni-AGUL
Alumni AGUL je prostovoljno in neprofitno združenje geografov Univerze v Ljubljani. Člane Alumni kluba sestavljajo diplomanti in podiplomski študenti Oddelka za geografijo Filozofske fakultete Univerze v Ljubljani ter ostali prijatelji geografije na Univerzi v Ljubljani. Z organiziranjem strokovnih in družabnih dejavnosti ohranjajo povezanost in sodelovanje med pripadniki vseh generacij diplomantov in podiplomskih študentov.
AGUL skrbi tudi za popularizacijo geografije v javnosti.

## Diplomanti
V devetdesetih letih od ustanovitve Oddelka za geografijo je študij zaključilo več kot 1700 diplomantov in diplomantk. Podiplomski študij na oddelku je uspešno dokončalo tudi več kot 100 magistrov in magistric ter več kot 120 doktorjev in doktoric znanosti s področja geografije.
Oddelek za geografijo pa ima kot prvi oddelek na Filozofski fakulteti od leta 2005, dostopne polne tekste zaključnih del (diplomska dela, zaključne seminarske naloge, magistrske naloge, itd.) prek spleta. Ta dela so dosegljiva v Repozitoriju Univerze v Ljubljani.

## Mednarodno sodelovanje
Oddelek že desetletja uspešno in na različne načine sodeluje s sorodnimi univerzami v tujini. Pomembna oblika so tudi mednarodne izmenjave študentov in učiteljev, ki omogočajo prenos izkušenj in znanj, seznanjanje z drugačnimi načini študija in raziskovanja, razvijanje veščin dela v mednarodnem okolju ter vzpostavljanje trdnejših oblik sodelovanja. Večina izmenjav poteka v okviru programov Erasmus, saj ima oddelek sklenjene pogodbe za izmenjave s številnimi ustanovami.

## Publikacije
Znanstvena revija Dela
Oddelek za geografijo Filozofske fakultete Univerze v Ljubljani, je leta 1985 začel izdajati znanstveno glasilo DELA. V tem glasilu so z mednarodnim uredniškim odborom v obliki znanstvenih člankov objavljeni rezultati raziskovalnega dela članov oddelka in prispevki udeležencev znanstvenih srečanj, ki jih organizira Oddelek za geografijo. DELA izhajajo v 400 izvodih.
Zbirka znanstvenih monografij GeograFF
GeograFF je knjižna zbirka monografij Oddelka za geografijo Filozofske fakultete Univerze v Ljubljani. Monografije iz serije GeograFF predstavljajo izvirne raziskovalne dosežke in rezultate znanstvenega ter strokovnega dela sodelavcev Oddelka za geografijo Filozofske fakultete. Znanstvene revije so namenjene strokovni javnosti, študentom, učiteljem geografije in vsem, ki jih zanimajo poglobljene razlage aktualnih prostorskih procesov, problemov in izzivov.